# リルバイウムの戦い
リルバイウムの戦い（紀元前250年）は、執政官ガイウス・アティリウス・レグルス・セッラヌスとルキウス・マンリウス・ウルソ・ロングスが率いるローマ軍と、ヒミルコ（en）将軍のカルタゴ軍がシチリア島リルバイウム（現在のマルサーラ）で対峙した第一次ポエニ戦争中の攻城戦。ドレパナ沖の海戦でローマ海軍が壊滅した後に、ローマ陸軍は包囲をといて撤退した。

## 序幕
前年（紀元前251年）のパノルムスの戦いの勝利の後、ローマ元老院はシチリアでの決定的勝利を得るために陸軍を増強することを決定した。このために240隻からなる新しい艦隊が建造された。二人の執政官が4個軍団（レギオー）を率いてシチリアに向かった。海軍および支援の同盟国部隊（アウクシリア）含め、総兵力は10万に近くに達した。
レグルスとロングスは両名とも2度目の執政官への就任であり、十分な軍事経験を有していた。ローマ軍はリルバイウムに到着し、破城槌、投石機、攻城塔を準備し、また塹壕や防御壁を構築して塹壕包囲を開始した。さらに城壁の下に向かって坑道の掘削を試み、艦隊が海上封鎖を行った。

## 戦闘
カルタゴ軍の総兵力は傭兵1万人程度であったが、その殆どがこの時点でリルバイム城内にいた。歴史的にカルタゴはその陸軍を傭兵に依存しており、国軍は有していなかった。歴史家のポリュビオスによると、ローマに対抗できる可能性は無いとして、多くの傭兵隊長がローマ側に投降することを決めていた。カルタゴ軍司令部はこの動きを察知しており、ローマ軍野営地に入った傭兵部隊に城内に戻るこを許さなかった。城内に残った傭兵部隊の忠誠心は十分であり、またカルタゴ本国からの増援も得た。ドレパナ（現在のトラパーニ）にあったカルタゴ艦隊が、ローマ艦隊による封鎖を突破して増援を送ったのである。その後も継続的に封鎖を破って海上からの補給が続けられた。
嵐によってローマ軍の防御施設が破壊された後、カルタゴ軍は数度に渡って城外に出撃し、ローマ軍の攻城兵器に放火して破壊した。この損害は一旦は修復されたが、さらなる一撃がローマ軍に襲いかかった。翌年に戦闘経験の無い執政官が増援軍とともに到着した。主席執政官の プブリウス・クラウディウス・プルケルはカルタゴ海軍への攻撃を決意したが、第一次ポエニ戦争中最大の敗北を喫してしまった。93隻のローマ艦が撃沈されるか鹵獲され、30隻が脱出できたのみであった（ドレパナ沖の海戦）。プルケルはローマに召還され、この無能さを罰せられた。その後しばらくして、ルキウス・ユニウス・プッルスが率いていた別のローマ艦隊も、カルタゴ軍に撃破された。

## その後
ローマ軍はドレパナを孤立させるために他の手法を試みた。これに対してカルタゴは、紀元前247年にハミルカル・バルカをシチリアの総司令官に任命し、各地に散っていた兵力を集中させた。リルバイウムを攻略するというローマ軍の試みは、紀元前241年のアエガテス諸島沖の海戦において、ローマ軍が決定的な勝利を得るまで続いた。この敗北のために、カルタゴはローマとの講和交渉を開始せざるを得なかった。講和条件の一つは、リルバイウムを含む全シチリア島の放棄であった。

### 参考資料
- Polybius. The Histories. The Loeb Classical Library. Translated by W. R. Paton. Cambridge, Massachusetts: Harvard University Press
- Diodorus Siculus. The Library of History. The Loeb Classical Library. Translated by C. H. Oldfather. Cambridge, Massachusetts: Harvard University Press
- Walbank, F.W. (1957). A Historical Commentary on Polybius. Oxford: Oxford University Press
- Freeman, E.A. (1894). The History of Sicily. Oxford: Oxford University Press
- Morrison, J.S. (1996). Greek and Roman Oared Warships, 399-30 B.C.. Oxford: Oxbow Books